# (104) Clímene
(104) Clímene es un asteroide perteneciente al cinturón de asteroides descubierto el 13 de septiembre de 1868 por James Craig Watson desde el observatorio Detroit de Ann Arbor, Estados Unidos.
Está nombrado por Clímene, un personaje de la mitología griega.

## Características orbitales
Clímene está situado a una distancia media de 3,149 ua del Sol, pudiendo acercarse hasta 2,658 ua. Tiene una inclinación orbital de 2,789° y una excentricidad de 0,1558. Emplea en completar una órbita alrededor del Sol 2041 días.